# Aufsatzleitpfosten
Aufsatzleitpfosten gehören zur Straßenausstattung und werden überall dort verwendet, wo normale Leitpfosten bzw. Leitpflöcke aufgrund von Schutzplanken oder Betonschutzwänden (so genannte Schutzeinrichtungen) nicht eingebaut werden können. Die Aufsatzleitpfosten sind in etwa halb so lang wie die normale Ausführung und werden mit Hilfe von unterschiedlichen Halterungen auf der Schutzeinrichtung montiert. Alternativ besteht auch die Möglichkeit, einfache Retroreflektoren an der Schutzeinrichtung anzubringen.
Ein Verzicht auf Aufsatzleitpfosten bzw. Reflektoren wirkt sich insbesondere bei Nacht oder schlechten Sichtverhältnissen negativ auf die Verkehrssicherheit aus, da Schutzplanken bzw. Betonschutzwände alleine keine optimale optische Führung gewährleisten.

## Normen und Standards
Deutschland
- Hinweise für die Anordnung und Ausführung von senkrechten Leiteinrichtungen (HLB)
- DIN EN 12899-3 Verkehrszeichen – Ortsfeste, vertikale Straßenverkehrszeichen – Teil 3: Leitpfosten und Retroreflektoren
- Hinweise zur Nutzung von Fahrzeug-Rückhaltesystemen als Träger von Leiteinrichtungen (HFL)

Österreich
- RVS 05.02.20 – Leitpflöcke

Schweiz
- SN 640 870-3 Ortsfeste, vertikale Strassenverkehrszeichen – Teil 3: Leitpfosten und Retroreflektoren